# 永科控股
永科控股有限公司，簡稱永科控股（英語：AEM Holdings Limited，SGX：A10），在1996年由Tok Kian You（主席），以及Wong Chin Ming創立。前身為「AEM-Tech Holdings Limited」。

## 历史
業務在新加坡、馬來西亞和中國內地經營设计及制做基盘、综合系统设备、精密工程及电镀化学品；为半导体及其它工业提供服务。
總裁為Albert Ng Aik Khoon。總部位於52 Serangoon North Avenue 4, Singapore 555853。而股份在2000年12月19日於新加坡交易所主板上市。招股價為0.23新加坡元，發行股份為38,000,000股，集資額為9,000,000新加坡元。

## 連結
- AEM.com.sg